# Anthias salmopunctatus
Anthias salmopunctatus е вид лъчеперка от семейство Serranidae. Видът е световно застрашен, със статут Уязвим.

## Разпространение и местообитание
Разпространен е в Бразилия.
Среща се на дълбочина от 30 до 55 m.

## Описание
На дължина достигат до 6,1 cm.